# Andriej Niepiein
Andriej Jurjewicz Niepiein (ros. Андрей Юрьевич Непеин; ur. 28 czerwca 1962 w Dmitrowie) – rosyjski biathlonista reprezentujący ZSRR. W Pucharze Świata zadebiutował w sezonie 1983/1984. W zawodach tego cyklu dwa razy stawał na podium: 18 stycznia 1986 roku w Anterselvie był drugi w sprincie, a 25 stycznia 1986 roku w Feistritz w tej samej konkurencji był najlepszy. W pierwszych zawodach rozdzielił na podium Petera Angerera z RFN i Norwega Gisle Fenne, a w drugich wyprzedził dwóch reprezentantów NRD: André Sehmischa i Franka-Petera Roetscha. W 1986 roku wystąpił na mistrzostwach świata w Oslo, gdzie zajął 18. miejsce w sprincie. Był to jego jedyny start na imprezie tej rangi. Nigdy nie wystartował na igrzyskach olimpijskich.

## Osiągnięcia

### Mistrzostwa świata
| Rok  | Miejscowość | Konkurencje | Konkurencje | Konkurencje | Konkurencje | Konkurencje | Konkurencje | Konkurencje |
| Rok  | Miejscowość | IN          | SP          | PU          | MS          | RL          | MR          | SR          |
| ---- | ----------- | ----------- | ----------- | ----------- | ----------- | ----------- | ----------- | ----------- |
| 1986 | Oslo        | –           | 18.         | nd.         | nd.         | –           | nd.         | –           |

### Puchar Świata

#### Miejsca w klasyfikacji generalnej
| Sezon     | Miejsce |
| --------- | ------- |
| 1983/1984 | 28.     |
| 1985/1986 | 21.     |
| 1986/1987 | 28.     |
| 1987/1988 | 49.     |

#### Miejsca na podium chronologicznie
| Lp. | Dzień       | Rok  | Miejscowość | Konkurencja     | Lokata | Pudła | Czas biegu | Strata | Zwycięzca     |
| --- | ----------- | ---- | ----------- | --------------- | ------ | ----- | ---------- | ------ | ------------- |
| 1.  | 18 stycznia | 1986 | Anterselva  | Sprint na 10 km | 2.     | 0+0   | 30:42,3    | +4,7   | Peter Angerer |
| 2.  | 25 stycznia | 1986 | Feistritz   | Sprint na 10 km | 1.     | 0+0   | 25:56,8    | –      | –             |